# 린지 스털링
린지 스털링(Lindsey Stirling, 1986년 9월 21일~ )은 미국의 바이올리니스트, 댄서, 퍼포먼스 아티스트 및 작곡가이며 자신이 힙합 바이올리니스트로 알려졌던 다섯 번째 아메리카 갓 탤런트에서 준결승까지 올라갔다. 라이브나 그녀의 유튜브 채널에서 찾을 수 있는 뮤직비디오에서 안무가 섞인 바이올린 연주를 볼 수 있다.
2010년부터 자신의 이름으로 된 앨범과 EP, 그리고 여러 싱글들을 냈고 클래식부터 팝까지, 힙합부터 덥스텝까지 다양한 음악 스타일을 연주했다. 그 외에는 다른 음악가들이나 여러 가지의 사운드트랙들을 커버했다.

## 약력
린지 스털링은 캘리포니아주의 샌타애나에서 태어났으며, 애리조나의 길버트에서 자랐다. 그녀는 유타의 프로보로 이주해 브리검영 대학교에서 치료 레크리에이션을 배웠다. 그녀는 예수 그리스도 후기성도 교회를 전도하기 위해 뉴욕으로 갔다가, 2009년 프로보로 돌아와서 계속해서 대학을 다녔다. 그녀는 그곳에서 2012년 12월까지 거주하다가 그녀의 가족들과 함께 애리조나로 돌아갔다.
5살 때 아버지가 틀어준 클래식 음악에 영향을 받아 바이올린을 배우기 시작했고 12년간 개인적으로 레슨을 받았다. 그녀가 16살때 친구들과 메스키트 고등학교의 Stomp on Melvin라고 불리는 락 밴드에 들어갔다. 그곳에서의 경험으로 스털링은 솔로 바이올린 락 음악을 작곡했고, 그녀의 퍼포먼스로 애리조나 주니어 미스에서 타이틀을 획득해 아메리카 주니어 미스의 최종 경연에서 수상했다.
2010년에 다섯 번째 아메리카 갓 탤런트에서 스털링의 연주는 심사위원들을 열광하게 만들었고, 관중들의 환호를 이끌어냈지만 준결승에서 안무의 수준을 한 단계 높였는데, 심사위원 피어스 모건은 그녀에게: "당신은 재능이 있습니다. 하지만 아직 하늘을 날면서(안무를 하며) 바이올린을 연주하기엔 충분하지 않습니다."라고 말했고, 샤론 오즈번은: "당신에겐 그룹이 필요하다. 당신에 곁엔 가수가 필요하고 같이 공연할 사람들을 찾아야 한다. 방금 그 무대는 베가스에서의 무대를 꽉 채우기에 충분하다고 생각하지 않는다." 라고 지적했다. 그녀는 낙심했지만 스스로가 그것을 통해 배우려고 했고, 결국 그것이 그녀를 정상의 자리로 나아가게 했다. 스털링은 자신의 독자적인 스타일을 고수하기로 결심했고, 인터넷을 통해 자신을 홍보했다. 2012년 인터뷰에서 그녀가 말하길: "많은 사람들이 내 방식과 내가 하는 음악이 시장성이 없다고 했지만, 내가 성공할 수 있었던 이유는 단지 내 자신에 충실했기 때문이다" 라고 말했다.
아메리카 갓 탤런트에서의 그녀의 무대가 있고 나서 촬영감독인 Devin Graham이 유튜브 영상 제작을 제안했고, 그녀의 곡 "Spontaneous Me"의 뮤직비디오를 찍는 것을 수락했다. 이 영상을 통해 스털링의 인기가 치솟았고, 정기적으로 자신의 유튜브 채널에 뮤직비디오를 업로드하게 되었다. 2011년에는 스털링의 유튜브 채널이 급격하게 인기를 얻어서 2013년 기준으로, 총 조회수 3억 1천 뷰를 돌파하는 한편 1,000만 명 이상이 그녀의 채널을 구독하고 있다.
스털링은 힙합 및 덥스텝을 바이올린 연주와 결합시키는 것을 연구하고 있다. 스털링은 Shaun Barrowes(The Decemberists의 "Don't Carry It All"), Jake Bruene와 Frank Sacramone(LMFAO의 "Party Rock Anthem"), Tay Zonday("Mama Economy"), Peter Hollens("Skyrim"과 후기 "Game of Thrones"; 이 음악들은 현재 새로운 합연을 작업 중이다), Alisha Popat("We Found Love"), John Allred ("Tomb"), Kurt Schneider와 Amiee Proal ("A Thousand Years"), Megan Nicole ("Starships"), The Piano Guys ("Mission Impossible"), Tyler Ward ("Thrift Shop"), Pentatonix("Radioactive") 들을 포함한 다른 음악가들 및 가수들과 함께 콜라보레이션을 했고, Salt Lake Pops 오케스트라와 Alex Boye 하고도 공동 작업을 했다. 스털링의 데뷔 앨범은 북미 투어를 했던 같은 달 2012년 9월 18일에 발매되었다.
스털링은 첫 번째 미국 투어를 2012년 11월 26일에 마쳤고, 그녀는 두 번째 미국 투어가 2012년 12월 3일 유럽에서의 테스트 투어에 이어서 이듬해 1월 시작될 것이라고 발표했다. 이 투어는 유럽, 캐나다, 미국의 55개의 도시들을 아우르고 2013년 4월 5일 애리조나에서 투어를 마친다. 2013년 2월 25일, 스털링은 그녀의 유럽 투어가 공식적으로 2013년 5월 22일에 러시아에서 시작하고, 26개의 도시들을 돌아서 6월 29일 스웨덴의 노르셰핑에서 끝을 맺는다고 발표했다.
2012년 12월, 유튜브에서 스털링의 곡 "Crystallize"가 4천 2백만 뷰로 2012년 가장 많이 본 동영상 8위를 기록했다. 2013년, 스털링은 LDS 교회의 "나는 몰몬입니다" 캠페인에서 그녀가 거식증을 극복하면서 어떻게 그녀의 신앙심이 도움을 주었는지를 터놓고 말해서 주목을 받았다.

## 음악

### 정규 앨범
| 제목             | 세부 사항                                                                 | 차트 최고 기록 | 차트 최고 기록   | 차트 최고 기록 | 차트 최고 기록 | 차트 최고 기록 | 차트 최고 기록 | 차트 최고 기록 |
| 제목             | 세부 사항                                                                 | US             | 댄스/ 일렉트로닉 | 클래식         | 인디           | AUT            | GER            | SWI            |
| ---------------- | ------------------------------------------------------------------------- | -------------- | ---------------- | -------------- | -------------- | -------------- | -------------- | -------------- |
| Lindsey Stirling | - 발매: 2012년 9월 18일 - 레이블: Independent - 형식: CD, 디지털 다운로드 | 79             | 1                | 1              | 13             | 1              | 4              | 5              |

| 다음의 공식 싱글 목록은 공식 인디 레코드 레이블 웹사이트에서 구매할 수 있다. Lindsey Stomp EP (2010) 1. "Transcendence" 2. "Song of the Caged Bird" 3. "Spontaneous Me" 다른 싱글들 - "Electric Daisy Violin" (2011) - "Shadows" (2011) - "Zelda Medley" (2011) - "Silent Night" (2011) - "Celtic Carol" (2011) - "Crystallize" (2012) - "Anti-Gravity" (2012) - "Minimal Beat" (2012) - "Stars Align" (2012) - "Zi-Zi's Journey" (2012) - "Elements" (2012) - "Moon Trance" (2012) - "What Child Is This" (2012) | - 1 Original, ONE Cover EP (with Tyler Ward, 2013) 1. "Some Kind of Beautiful" 2. "Thrift Shop" - Living Room Sessions EP (with Tyler Ward and Chester See, 2013) 1. "Daylight" 2. "I Knew You Were Trouble" - "Paris" (with Benton Paul, 2010) - "Don't Carry it All" (with Shaun Barrowes, 2011) - "Party Rock Anthem" (with Jake Bruene, 2011) - "By No Means" (with Eppic, 2011) - "Waiting" (with Allred, 2011) - "River Flows in You" (with Debi Johansen, 2011) - "Mama Economy" (with Tay Zonday, 2011) - "Skyrim" (with Peter Hollens, 2012) - "A Thousand Years" (with Kurt Hugo Schneider and Aimée Proal, 2012) - "You Don't Know Her Like I Do" (with Artie Hemphill Band, 2012) - "Sail Away Soldier" (with Shaun Canon and Maddie Wilson, 2012) - "Starships" (with Megan Nicole, 2012) - "Grenade" (with Alex Boyé, 2012) - "Come with Us" (with Can't Stop Won't Stop, 2012) - "Lying" (with Justin Williams, 2012) - "Game of Thrones" (with Peter Hollens, 2012) - "Mission Impossible" (with The Piano Guys, 2013) - "Radioactive" (with Pentatonix, 2013) - "Halo Theme Song" (with William Joseph, 2013) |